# Rheum compactum
Rheum compactum L. – gatunek rośliny z rodziny rdestowatych (Polygonaceae Juss.). Występuje naturalnie w Rosji (na Syberii), Kazachstanie, Mongolii oraz zachodnich Chinach (w północnej części regionu autonomicznego Sinciang). 

## Morfologia
PokrójBylina tworząca kłącza. Dorasta do 100 cm wysokości.
LiścieIch blaszka liściowa ma owalnie sercowaty kształt. Mierzy 20–30 cm długości oraz 20–30 cm szerokości, jest całobrzega, o sercowatej nasadzie i podłużnym wierzchołku. Ogonek liściowy jest nagi i osiąga 10–20 cm długości. Gatka jest ostro zakończona.
KwiatyZebrane w wiechy, rozwijają się na szczytach pędów. Listki okwiatu mają eliptyczny kształt i żółtą barwę, mierzą 2 mm długości.
OwoceMają kształt od podłużnie eliptycznego do elipsoidalnego, osiągają 12 mm długości i 11 mm szerokości.

## Biologia i ekologia
Rośnie na stokach oraz terenach skalistych. Występuje na wysokości około 2000 m n.p.m. Kwitnie od czerwca do lipca.